# جوزپه کوزولینو
جوزپه کوزولینو (انگلیسی: Giuseppe Cozzolino؛ زادهٔ ۱۲ ژوئیهٔ ۱۹۸۵) بازیکن فوتبال اهل ایتالیا است.
از باشگاه‌هایی که در آن بازی کرده‌است می‌توان به باشگاه فوتبال لچه، باشگاه فوتبال کیه‌وو ورونا، باشگاه فوتبال کرمونزه، باشگاه فوتبال ارورا پرو پاتریا ۱۹۱۹، باشگاه فوتبال کومو، و باشگاه فوتبال اسپال اشاره کرد.
وی همچنین در تیم ملی فوتبال Italy U20 بازی کرده‌است.